# Culex amazonensis
Culex amazonensis är en tvåvingeart som först beskrevs av Lutz 1905.  Culex amazonensis ingår i släktet Culex och familjen stickmyggor. Inga underarter finns listade i Catalogue of Life.